# Hammettsche Aciditätsfunktion
Zur Quantifizierung der Säurestärke von Supersäuren führten Louis P. Hammett und Alden J. Deyrup 1932 die so genannte Hammett-Funktion {\displaystyle H_{0}} ein, da die pH-Skala nach Sørensen nur für verdünnte Lösungen geeignet und durch die Autoprotolysekonstante für Wasser beschränkt ist.
Der Protonierungsgrad {\displaystyle {\frac {\left[BH^{+}\right]}{\left[B\right]}}} einer schwachen organischen Base {\displaystyle B} in dem supersauren Medium wird dabei als Maß für die Stärke einer Supersäure angesehen.
Aus dem Massenwirkungsgesetz für das Gleichgewicht {\displaystyle BH^{+}\rightleftharpoons B+H^{+}} lässt sich herleiten:
{\displaystyle K_{BH^{+}}={\frac {a_{H^{+}}\cdot a_{B}}{a_{BH^{+}}}}}
mit der Aktivität {\displaystyle a=c\cdot f}  und dem Aktivitätskoeffizienten {\displaystyle f}.
{\displaystyle \rightarrow {\frac {c_{BH^{+}}}{c_{B}}}={\frac {1}{K_{BH^{+}}}}\cdot a_{H^{+}}\cdot {\frac {f_{B}}{f_{BH^{+}}}}}
{\displaystyle \rightarrow H_{0}\equiv -\log(a_{H^{+}}\cdot {\frac {f_{B}}{f_{BH^{+}}}})=-\log K_{BH^{+}}+\log {\frac {c_{B}}{c_{BH^{+}}}}}
Nimmt man an, dass {\displaystyle {f_{B}}} und {\displaystyle {f_{BH^{+}}}} für eine Base in einer bestimmten Lösung gleich sind, so lässt sich, wenn man {\displaystyle {\frac {\left[BH^{+}\right]}{\left[B\right]}}} experimentell bestimmt hat, über {\displaystyle H_{0}=pK_{BH^{+}}-\log {\frac {\left[BH^{+}\right]}{\left[B\right]}}} die Säurestärke bestimmen. Die experimentelle Bestimmung von {\displaystyle {\frac {\left[BH^{+}\right]}{\left[B\right]}}} kann spektrophotometrisch, konduktometrisch, elektrochemisch, kinetisch, IR-spektroskopisch oder NMR-spektroskopisch erfolgen.
Nach Ronald J. Gillespie gilt für Supersäuren: {\displaystyle H_{0}\leq -12}.
Je nach Zusammensetzung sind Werte von {\displaystyle H_{0}=} −15,1 (HSO3F, aHF (a steht für anhydrous = wasserfrei)) bis hin zu {\displaystyle H_{0}\approx } −27 (HSO3F + SbF5 (Magische Säure) im Verhältnis 1:9) möglich.